# Memphis (U-Boot)
USS Memphis (SSN-691) war ein Atom-U-Boot der United States Navy. Sie wurde nach der Stadt Memphis, Tennessee benannt und war das vierte Boot der Los-Angeles-Klasse.

## Geschichte
Die Memphis wurde 1971 in Auftrag gegeben und wurde Mitte 1973 bei Newport News Shipbuilding auf Kiel gelegt. Nach einer Bauzeit von fast drei Jahren folgten die Endausrüstung und Erprobungsfahrten, die zusammen rund eineinhalb Jahre einnahmen, so dass die Memphis mit der Kennung SSN-691 Ende 1977 in Dienst gestellt werden konnte.
Am 12. Juli 1979, als das Boot in der Naval Station Norfolk lag, brach beim Nachladen von Torpedos eine Haltekette des Ladekrans, wodurch der Torpedo mehrere Fuß tief auf die Memphis fiel und sich in der Ladeluke verkantete. Die Waffe vom Typ Mark 48 hatte keine Zündungsvorrichtung, bei einer Explosion hätte das Boot aber versenkt werden können. Nach zwei Tagen gelang es, den Torpedo zu entfernen.
1988 ordnete Chief of Naval Operations Carlisle Trost an, ein Boot der Los-Angeles-Klasse als Versuchsboot für neue Rumpfmaterialien und weiteres auszuwählen. 1988 wurde entschieden, die Memphis umzurüsten. Mitte 1990 begann die Umrüstung, die das U-Boot rund 50 Tonnen schwerer machte. Die gewonnenen Erkenntnisse flossen in die Entwicklung der Seawolf- und Virginia-Klasse ein. Ab Januar 1994 unterzog sich das Boot im Portsmouth Naval Shipyard einer weiteren Überholung. Neben einer Neubefüllung des Reaktors wurden bis 1996 außerdem Prototypen von Feuerleit- und Sonarsystemen verbaut.
Im August des Jahres 2000 belauschte die Memphis ein großes Marinemanöver der russischen Nordflotte in der Barentssee, wobei die durch einen defekten Übungstorpedo ausgelöste Explosion an Bord des russischen Atom-U-Bootes Kursk und deren anschließender Untergang aufgezeichnet wurde. Dies führte dazu, dass hohe russische Offiziere zunächst die Theorie verbreiteten, die Kursk sei von der Memphis gerammt und dadurch versenkt worden (vgl. dazu die Kollision zwischen der Baton Rouge und B-276).
2006 wurde die Memphis im Persischen Golf eingesetzt. 2010 nahm sie am Manöver UNITAS teil. Am 1. April 2011 wurde das U-Boot außer Dienst gestellt und soll nun im Rahmen des Ship-Submarine Recycling Program zerlegt werden.